# Beatrice, Nebraska
Beatrice [biːˈætrᵻs] är en stad (city) i sydöstra delen av den amerikanska delstaten Nebraska. Staden hade 12 459 invånare vid 2010 års folkräkning och är huvudort och största stad i Gage County.

## Geografi
Beatrice ligger omkring 60 kilometer söder om Nebraskas huvudstad Lincoln, vid Big Blue River. Staden omges av jordbrukslandskap.

## Historia
Bosättningen etablerades av en grupp bosättare, Nebraska Association, 1857, och blev samma år säte för Gage County, som när det etablerades 1854 först saknade bosättningar. Staden är uppkallad efter Julia Beatrice Kinney, den då 17-åriga dottern till en av de första bosättarna, domaren John F. Kinney.